# Jocs Bolivarians

Països participants als Jocs Bolivarians.

Els Jocs Bolivarians són una competició esportiva disputada cada quatre anys pels països del nord de Sud-amèrica, a més de Panamà.
Hi prenen part Colòmbia, Perú, Veneçuela, Bolívia, Equador i Panamà. El nom és en honor de Simón Bolívar, gràcies al qual, aquests països aconseguiren la independència d'Espanya. Els organitza l'Organización Deportiva Bolivariana, la qual depèn de l'Organización Deportiva Panamericana.
La primera edició es disputà el 1938 a Bogotà, coincidint amb els 400 anys de la fundació de la ciutat. Foren impulsats per Alberto Nariño Cheyne, director nacional d'educació física de Colòmbia, el qual llençà la idea durant els Jocs Olímpics de Berlín de 1936.

## Edicions
| Edició | Any     | Seu                         | Seu       | Dates                    | Països | Líder Medaller |
| ------ | ------- | --------------------------- | --------- | ------------------------ | ------ | -------------- |
| I      | 1938    | Bogotà                      | Colòmbia  | 6–22 agost               | 6      | Perú           |
| II     | 1947-48 | Lima                        | Perú      | 25 desembre – 8 gener    | 6      | Perú           |
| III    | 1951    | Caracas                     | Veneçuela | 5–21 desembre            | 6      | Perú           |
| IV     | 1961    | Barranquilla                | Colòmbia  | 3–16 desembre            | 5      | Veneçuela      |
| V      | 1965    | Quito, Guayaquil            | Equador   | 20 novembre – 6 desembre | 6      | Veneçuela      |
| VI     | 1970    | Maracaibo                   | Veneçuela | 23 agost – 6 setembre    | 6      | Veneçuela      |
| VII    | 1973    | Ciutat de Panamà            | Panamà    | 17 febrer – 3 març       | 5      | Veneçuela      |
| VIII   | 1977    | La Paz                      | Bolívia   | 15–29 octubre            | 6      | Veneçuela      |
| IX     | 1981    | Barquisimeto                | Veneçuela | 4–14 desembre            | 6      | Veneçuela      |
| X      | 1985    | Ambato, Cuenca i Portoviejo | Equador   | 9–18 novembre            | 6      | Veneçuela      |
| XI     | 1989    | Maracaibo                   | Veneçuela | 14–25 gener              | 6      | Veneçuela      |
| XII    | 1993    | Cochabamba, Santa Cruz      | Bolívia   | 24 abril – 2 maig        | 6      | Veneçuela      |
| XIII   | 1997    | Arequipa                    | Perú      | 17–26 octubre            | 6      | Veneçuela      |
| XIV    | 2001    | Ambato                      | Equador   | 7–16 setembre            | 6      | Veneçuela      |
| XV     | 2005    | Armenia, Pereira            | Colòmbia  | 12–21 agost              | 6      | Veneçuela      |
| XVI    | 2009    | Sucre                       | Bolívia   | 15–26 novembre           | 6      | Veneçuela      |
| XVII   | 2013    | Trujillo                    | Perú      | 16–30 novembre           | 11     | Colòmbia       |
| XVIII  | 2017    | Santa Marta                 | Colòmbia  | 11–25 novembre           | 11     | Colòmbia       |
| XIX    | 2022    | Valledupar                  | Colòmbia  | 24 juny -5 juliol        | 11     | Colòmbia       |
| XX     | 2024    | Ayacucho                    | Perú      | 6-15 desembre            |        |                |
| XXI    | 2025    | Guayaquil                   | Equador   |                          |        |                |